# Listă de detectivi din ficțiunea speculativă
Aceasta este o listă de detectivi din ficțiunea speculativă (științifico-fantastic și fantezie):

## Lista
| Detectiv                      | Creator                                              | Debut                                                                              |
| ----------------------------- | ---------------------------------------------------- | ---------------------------------------------------------------------------------- |
| Alex Lomax                    | Robert J Sawyer                                      | Red Planet Blues (2013)                                                            |
| Lincoln Powell                | Alfred Bester                                        | The Demolished Man (1953)                                                          |
| Conrad Metcalf                | Jonathan Lethem                                      | Gun, with Occasional Music (1994)                                                  |
| Marid Audran                  | George Alec Effinger                                 | When Gravity Fails (1986)                                                          |
| Elijah Baley                  | Isaac Asimov                                         | The Caves of Steel (1954)                                                          |
| Marty Burns                   | Jay Russell                                          | Celestial Dogs (1996)                                                              |
| Colonel Thomas Bushell        | Harry Turtledove                                     | The Two Georges (1995)                                                             |
| Dr. Phil D'Amato              | Paul Levinson                                        | The Silk Code (1999)                                                               |
| Lord Darcy                    | Randall Garrett                                      | Too Many Magicians (1966)                                                          |
| H. Seaton Davenport           | Isaac Asimov                                         | "The Dust of Death" (1956)                                                         |
| October Daye                  | Seanan McGuire                                       | Rosemary and Rue (2009)                                                            |
| Rick Deckard                  | Philip K. Dick                                       | Do Androids Dream of Electric Sheep? (1968)                                        |
| Hawk & Fisher                 | Simon Green                                          | Hawk & Fisher (1982)                                                               |
| John Constantine              | Alan Moore                                           | Saga of the Swamp Thing (1985)                                                     |
| Harry Dresden                 | Jim Butcher                                          | Storm Front (2000)                                                                 |
| David Fisher                  | Harry Turtledove                                     | The Case of the Toxic Spell Dump (1993)                                            |
| Miles Flint                   | Kristine Kathryn Rusch                               | The Disappeared (2011)                                                             |
| Garrett P.I.                  | Glen Cook                                            | Sweet Silver Blues (1987)                                                          |
| Dirk Gently                   | Douglas Adams                                        | Dirk Gently's Holistic Detective Agency (1987)                                     |
| Gil Hamilton                  | Larry Niven                                          | ARM (1975)                                                                         |
| Adam Hart                     | Erwin Neutzsky-Wulff                                 | Adam Harts opdagelser (1972)                                                       |
| Bernard Jaffe                 | David O. Russell                                     | I Heart Huckabees (2004)                                                           |
| Vivian Jaffe                  | David O. Russell                                     | I Heart Huckabees (2004)                                                           |
| Natalie Lindstrom             | Stephen Woodworth                                    | Through Violet Eyes                                                                |
| Donald Lydecker               | James Cameron Charles H. Eglee                       | Dark Angel (2000)                                                                  |
| Kline Maxwell                 | S. Andrew Swann                                      | Dragons of the Cuyahoga (1995)                                                     |
| Thursday Next                 | Jasper Fforde                                        | The Eyre Affair (2001)                                                             |
| R. Daneel Olivaw              | Isaac Asimov                                         | The Caves of Steel (1954)                                                          |
| Nohar Rajasthan               | S. Andrew Swann                                      | Forests of the Night (1989)                                                        |
| Magnus Ridolph                | Jack Vance                                           | The Complete Magnus Ridolph[nefuncțională – arhivă] (1985)                         |
| Sam Space                     | William F. Nolan                                     | Space for Hire (1971)                                                              |
| Jack Spratt                   | Jasper Fforde                                        | The Big Over Easy (2005)                                                           |
| Wendell Urth                  | Isaac Asimov                                         | "The Singing Bell" (1954)                                                          |
| Captain Samuel Vimes          | Terry Pratchett                                      | Guards! Guards! (1989)                                                             |
| Dan Vogelsang                 | James Cameron Charles H. Eglee                       | Dark Angel (2000)                                                                  |
| Yusuke Urameshi               | Yoshihiro Togashi                                    | Yu Yu Hakusho (1991)                                                               |
| Raidou Kuzunoha               | Atlus                                                | Shin Megami Tensei Devil Summoner: Raidou Kuzunoha vs. the Soulless Army (2006)    |
| Ginko                         | Yuki Urushibara                                      | Mushishi (1999)                                                                    |
| The PI With No Name           | Graham Edwards                                       | "The Wooden Baby" (April 2005 Realms of Fantasy magazine)                          |
| John Taylor                   | Simon R. Green                                       | Something from the Nightside (2003)                                                |
| Sir Kay                       | Phyllis Ann Karr                                     | The Idylls of the Queen (1982)                                                     |
| Martin Hel                    | Robin Wood                                           | Skorpio Magazine (1992)                                                            |
| Carlisle Hsing                | Lawrence Watt-Evans                                  | Nightside City (1989)                                                              |
| Master Li and Number Ten Ox   | Barry Hughart                                        | Bridge of Birds (1984)                                                             |
| Rachel Morgan                 | Kim Harrison                                         | Dead witch walking (2004)                                                          |
| Felix, aka the Fox            | Assaph Mehr                                          | Murder In Absentia (2015)                                                          |
| Takeshi Lev Kovacs            | Richard K. Morgan                                    | Altered Carbon (2002)                                                              |
| Liam Rhenford                 | Daniel Hood                                          | Fanuilh (1994)                                                                     |
| Tom Dreyfus                   | Alastair Reynolds                                    | The Prefect (2007)                                                                 |
| Josephus "Joe" Aloisus Miller | James S. A Corey                                     | Leviathan Wakes (2011)                                                             |
| Stiles Stilinski              | Jeff Davis                                           | Teen Wolf (2011 TV series)(2011-2017)                                              |
| Christopher Lash              | Lincoln Child                                        | Death Match (2006)                                                                 |
| Andrew Shackelford            | Jim Grep                                             | The Case of IBM 386 PC: A Detective Story for Techies (2019)                       |
| Frank Runtime                 | Jeremy Kubica                                        | The CS Detective: An Algorithmic Tale of Crime, Conspiracy, and Computation (2016) |
| Rycroft Philostrate           | René Echevarria, Travis Beacham                      | Carnival Row (2019–)                                                               |
| Ray Electromatic              | Adam Christopher                                     | Brisk Money (2014)                                                                 |
| Wisely                        | Ni Kuang                                             | Diamond Flower (1963)                                                              |
| Hellboy                       | Mike Mignola                                         | Dime Press (1993)                                                                  |
| Miles Pennoyer                | Margery Lawrence                                     | Number Seven, Queer Street (1945)                                                  |
| Flaxman Low                   | Hesketh Hesketh-Prichard Kate O'Brien Ryall Prichard | The Story of the Spaniards, Hammersmith (1898)                                     |
| John Silence                  | Algernon Blackwood                                   | John Silence, Physician Extraordinary (1908)                                       |